# Vũ Thị Hương
Vũ Thị Hương (7 oktober 1986) is een Vietnamese atlete, die zich heeft toegelegd op de sprint. Ze nam eenmaal deel aan de Olympische Spelen. 

## Loopbaan
Vũ vertegenwoordigde haar land op de Olympische Zomerspelen van 2008 in Peking. Ze kwam er uit op de 100 m. Hierin bereikte ze de tweede ronde, nadat ze in de eerste ronde een tijd van 11,65 s had gelopen. Dit was de 40e tijd van de series. In de tweede ronde liep ze een tijd van 11,70. Dit was de 39e tijd van de tweede ronde, maar niet genoeg voor de halve finales.
Het grootste succes behaalde Vũ in 2007 bij de Aziatische atletiekkampioenschappen in Jordanië. Hier won ze de zilveren medaille op de 200 m. Ook heeft ze bij de Zuidoost-Aziatische Spelen 2007 in Thailand de gouden medaille gewonnen op zowel de 100 als de 200 m.

## Persoonlijke records
Outdoor
| Onderdeel | Prestatie | Datum            | Plaats    |
| --------- | --------- | ---------------- | --------- |
| 100 m     | 11,34 s   | 13 december 2009 | Vientiane |
| 200 m     | 23,27 s   | 29 december 2010 | Đà Nẵng   |

Indoor
| Onderdeel | Prestatie | Datum           | Plaats |
| --------- | --------- | --------------- | ------ |
| 60 m      | 7,24 s    | 31 oktober 2009 | Hanoi  |